# Autostereotyp
Autostereotyp (griechisch autos selbst, stereós ,fest, haltbar, räumlich‘ und týpos ‚in dieser Art, -artig‘) beschreibt in der Soziologie das Phänomen des Selbstbildes beim Menschen. Hierbei handelt es sich in der Regel um relativ feste und im überwiegenden Teil positive Vorstellungen, die eine Person über sich hat. Demgegenüber steht das deutlich häufiger vorkommende Fremdstereotyp.